# Новопільська сільська рада (Черняхівський район)
Новопільська сільська рада — колишня адміністративно-територіальна одиниця та орган місцевого самоврядування у Черняхівському і Пулинському районах Волинської округи, Київської й Житомирської областей Української РСР та України з адміністративним центром у с. Новопіль.

## Населені пункти
Сільській раді були підпорядковані населені пункти:
- с. Новопіль
- с. Івановичі
- с. Окілок

## Населення
Кількість населення ради, станом на 1923 рік, становила 2 446 осіб, кількість дворів — 469.
Кількість населення сільської ради, станом на 1924 рік, становила 2 581 особу.
Відповідно до результатів перепису населення СРСР, кількість населення ради, станом на 12 січня 1989 року, становила 1 550 осіб.
Станом на 5 грудня 2001 року, відповідно до перепису населення України, кількість мешканців сільської ради становила 1 228 осіб.

## Склад ради
Рада складалася з 14 депутатів та голови.

### Керівний склад сільської ради
| ПІБ                          | Основні відомості                                                               | Дата обрання | Дата звільнення |
| ---------------------------- | ------------------------------------------------------------------------------- | ------------ | --------------- |
| Бондарчук Віталій Леонідович | Сільський голова, 1958 року народження, освіта, безпартійний                    | 26.03.2006   | 31.10.2010      |
| Бовтік Петро Миколайович     | Сільський голова, 1961 року народження, освіта середня спеціальна, безпартійний | 31.10.2010   |                 |

Примітка: таблиця складена за даними джерела

## Історія
Створена 1923 року в складі сіл Висілки-Новопіль, Новопіль та колонії Окілок Пулинської волості Житомирського повіту Волинської губернії. 12 січня 1924 року, відповідно до рішення Волинської ГАТК (протокол № 6/1 «Про зміни в межах округів, районів і сільрад»), в кол. Окілок створено окрему, Окілківську чеську національну сільську раду. На 1 жовтня 1941 року с. Висілки-Новопіль не значилося на обліку населених пунктів.
Станом на 1 вересня 1946 року сільська рада входила до складу Черняхівського району Житомирської області, на обліку в раді перебувало с. Новопіль.
11 серпня 1954 року, відповідно до указу Президії Верховної ради Української РСР «Про укрупнення сільських рад по Житомирській області», до складу ради включено с. Окілок та хутір Івановичі ліквідованої Окілківської сільської ради Черняхівського району.
На 1 січня 1972 року сільська рада входила до складу Черняхівського району Житомирської області, на обліку в раді перебували села Івановичі, Новопіль та Окілок.
Ліквідована 28 грудня 2016 року через об'єднання до складу Вільської сільської територіальної громади Черняхівського району Житомирської області.
Входила до складу Черняхівського (7.03.1923 р., 3.06.1930 р.) та Пулинського (28.09.1925 р.) районів.